# 黃金雕刻蚌
黄金雕刻蚌（学名：Diaurora aurorea）为蚌科雕刻蚌属的淡水双壳纲软体动物。

## 形态
壳长3-6cm；壳表具有雕刻状小瘤突；壳金黄色，缀有绿色条纹；壳内有珍珠光泽。

## 分布与栖息地
本种为中国特有种，但疑似也在越南有分布。本种在中国分布广泛但罕见，在安徽、湖南等地有标本记录，推测分布于长江、黄河流域；越南于二十世纪八十年代在东北部也有被鉴定为本种的标本记录，但该标本未经过后续的检视，且后来未曾有再被采集到的标本。